# Juan Ramón Comas
Juan Ramón Comas Romero (Paraná, Provincia de Entre Ríos, Argentina; 12 de septiembre de 1962) es un exfutbolista y actual director técnico argentino. Jugaba como delantero y su primer equipo fue Patronato de Paraná. Su último club antes de retirarse fue Belgrano de Paraná.

## Trayectoria
Debutó en la Primera División en 1982 con Unión de Santa Fe. Posteriormente, jugó en Primera B con Chacarita Juniors y Cipolletti de Río Negro. Jugó dos años más en Primera División con Racing de Córdoba, antes de dar el salto a la liga española en 1989. 
Jugó dos años con el Real Murcia en Segunda División, logrando el Trofeo Pichichi como máximo anotador de la categoría la temporada 1990/91, en la que marcó 23 tantos.
Luego pasó por el Rayo Vallecano con el que consiguió el ascenso a Primera División. Sin embargo, al no disponer de minutos en la máxima categoría, en el mercado de invierno de 1992/93 regresó a Segunda para militar en el Atlético Marbella donde, a pesar de jugar sólo media temporada, terminó como máximo realizador del equipo, con diez goles. En verano fichó por el Betis, donde fue despedido seis meses después, antes de finalizar la temporada. Entonces decidió volver a Argentina para sumarse a Argentinos Juniors.
Ya en el ocaso de su carrera, regresó a su ciudad natal para jugar en Patronato, Ministerio y Belgrano antes de colgar los botines a los 43 años.
Tras su retirada, ha entrenado a varios clubes argentinos, Su primer club como entrenador fue SOEVER, luego CA Universitario, el CA Patronato o el equipo femenino Las Vampiresas de Paraná.

## Clubes

### Como jugador
| Club                    | País      | Año       |
| ----------------------- | --------- | --------- |
| Patronato               | Argentina | 1981      |
| Unión de Santa Fe       | Argentina | 1982-1985 |
| Chacarita Juniors       | Argentina | 1986      |
| Cipolletti de Río Negro | Argentina | 1986-1988 |
| Racing de Córdoba       | Argentina | 1988-1989 |
| Murcia                  | España    | 1989-1991 |
| Rayo Vallecano          | España    | 1991-1992 |
| Atlético Marbella       | España    | 1993      |
| Betis                   | España    | 1993      |
| Argentinos Juniors      | Argentina | 1996-1997 |
| Patronato               | Argentina | 1998-1999 |
| Ministerio              | Argentina | 2000-2002 |
| Belgrano de Paraná      | Argentina | 2003-2005 |

### Como entrenador
| Club                | País      | Año |
| ------------------- | --------- | --- |
| Soever              | Argentina | ?   |
| Belgrano de Paraná  | Argentina | ?   |
| Ministerio          | Argentina | ?   |
| Belgrano de Paraná  | Argentina | ?   |
| Patronato de Paraná | Argentina | ?   |
| Sportivo Urquiza    | Argentina | ?   |
| Don Bosco           | Argentina | ?   |
| Mariano Moreno      | Argentina | ?   |
| Universitario       | Argentina | ?   |

## Palmarés

### Logros deportivos
| Título                     | Club           | País   | Año  |
| -------------------------- | -------------- | ------ | ---- |
| Ascenso a Primera División | Rayo Vallecano | España | 1992 |

### Distinciones individuales
| Distinción                          | Año  |
| ----------------------------------- | ---- |
| Trofeo Pichichi de Segunda División | 1991 |